# Akrobatsko letalo
Akrobatsko letalo ali aerobatsko letalo je letalo, ki je posebej grajeno za izvajanje akrobatskih manevrov kot so npr. vrij, luping, sodček, valček s krilci itd. Civilna akrobatska letala so certificirana po standardu EASA CS-23 ACRO (za EU) oz. po FAR-23 (za ZDA) ACRO in morejo minimalno za takšno certifikacijo imeti dovoljene omejitve letala +6G in -3G. Takšno vstopno letalo je npr. Cessna 152 Aerobat. Vojaška letala so praviloma tudi akrobatska letala, vendar niso nujno certificirana po civilnih standardih, da bi pilot lahko pridobil uradno pooblastilo. 
Obstajajo tudi jadralna akrobatska letala EASA CS-22 kot npr. MDM MDM-1 Fox, ki dovoljuje obremenitve +7G in - 5G. 
Predelani helikopterji npr. MBB Bo 105 lahko tudi izvajajo določene akrobatske manevre. Transportno letalo Alenia C-27J Spartan lahko npr. izvede luping z tovarniškim pilotom, vendar ni namenjeno takšnim manevrom.

### Šolska civilna akrobatska letala
Šolska akrobatska civilna letala so obvezno dvosedi in običajno omogočajo samo osnovne manevre z obremenitvijo +6G in -3G, da pilot pridobi dovoljenje - rating za akrobatsko letenje. Šolska akrobatska letala so najpomembnejša, saj omogočajo izobraževanje akrobatskih pilotov in ohranjajo to zvrst letenja, poleg tega omogočajo še cel kup šolanja kot so reševanje iz nepravilnih položajev in šolanje inštruktorjev letenja. Šolska letala za akrobacije: Zlin 242L, Scottish Aviation Bulldog, Cessna 152 Aerobat, SIAI-Marchetti SF.260, Beech Bonanza F33C,  Socata TB 30, Mudry CAP 10, Beech T-34 Mentor, Grob 115E, Grob G 120, Slingsby T67 Firefly, Alpha 2000 Acrobin in Gomolzig AS-202 Bravo NG.

### Tekmovalna civilna akrobatska letala
Tekmovalna akrobatska letala so enosedi in niso namenjeni šolanju ampak napredni trenaži in doseganju vrhunskih rezultatov na tekmovanjih ter nastopom na letalskih mitingih. Tekmovalna akrobatska letala so za večjo krmarljivost manj stabilna kot konvencionalna letala, imajo precej bolj simetričen profil krila in povečane kontrolne površine. Hitrost nagibanja doseže tudi čez 400°/s. Tekmovalna akrobatska letala so tudi precej bolj trdno grajena, določena lahko dosežejo sile tudi +10G. Akrobatska letala po navadi poganja batni motor z močjo okrog 200-350 konjev, zahodna letala večinoma uporabljajo 4 ali 6-valjni protibatni motor, ruska akrobatska letala pa tudi zvezdasti motorji. Največje hitrosti so do okrog 200 vozlov. Tekmovalna akrobatska letala: Corvus Racer 540, Zivko Edge 540, Extra EA-300, Red Bull Air Race, Suhoj Su-26, Suhoj Su-31.

### Samo graditeljska civilna akrobatska letala
Samogradnje so pri akrobatskih letalih zelo razširjenje, saj je bilo pri amaterskih konstruktorjih vedno popularno, da so naredili letalo z akrobatskimi sposobnostmi. Takšna letala so po večini v uporabi za privatno akrobatsko letenje in niso primerna za šolanje, saj ne posedujejo primernih certifikatov oz. so registrirana kot eksperimentalna, kar jih avtomatsko diskvalificira za šolanje. Akrobatske karakteristike samogradenj so od osnovnih do vrhunskih, vendar so zaradi omejitev v certifikatih pogosto precej omejena za množično uporabo. Primeri samogradenj: Acro Sport II, Steen Skybolt, Sorrell Hiperbipe, Pitts Model 12, Pitts Special.

### Vojaška batna akrobatska letala
Vojaški trenažerji z batnimi motorji so v uporabi za šolanje osnovnih akrobacij in so obvezno dvosedi za šolanje. Omogočajo tipično zmerne obremenitve +6G in -3G, da se pilot izšola za osnovne akrobacije, tipično se z njimi izvaja samo pozitivne manevre, ker neglede nato da zmaj letala prenese blage negativne obremenitve, le te izredno otrujajo motor in konstrukcijo. Večina proizvajalcev odsvetuje negativne obremenitve. Za občutek, vrhunski lovec druge svetovne vojne NAA P-51 Mustang je omogočal samo 10 sekund hrptnega leta. Poleg osnovnih akrobacij imajo velikokrat takšna šolska letala mnogo večjo uporabno nosilnost za bojni tovor, strojnice ali rakete in se jih izmenično uporablja za akrobacije in bojno šolanje. Šolska vojaška akrobatska letala običajno niso certificirana in jih ne moremo uporabljati za civilno šolanje zaradi pomanjkljivih certifikatov. Pogosto so tudi proizvajalci batnih letal zaradi izjemne starosti letal opustili njihove certifikate in jih smatramo kot starodobnike, ki niso primerni za šolanje. Batna vojaška letala za akrobacije: North American T-6 Texan, North American T-28 Trojan, Jakovljev Jak-52, Nanchang CJ-6, Jakovljev Jak-152, Fuji T-3, Jakovljev Jak-18, Arado Ar 96, Messerschmitt Bf 108 Taifun, Soko 522.

### Vojaška reaktivna akrobatska letala
Šolanje vojaških pilotov za zračno borbo zahteva obvladovanje osnovnih akrobacij v kombinaciji z reaktivnim motorjem, zaradi tega se je razvila cela skupina akrobatskih reaktivnih trenažerjev, ki omogočajo takšno šolanje. Reaktivni trenažer je reaktivno letalo, ki se uporablja kot trenažer, bodisi za osnovno ali nadaljevalno usposabljanje za letenje. Najpopularnejšo letalo je Aero L-39 Albatros. Z uvedbo vojaških letal na reaktivni pogon je postalo obvezno usposabljanje pilotov za upravljanje takih letal in obvladovanje specifike reaktivnega motorja. Če želi civilni pilot leteti takšen tip letala potrebuje type rating, cena takšnega šolanja je okvirno od okoli 15 000 USD naprej. Takšna šolska reaktivna akrobatska letala so: Aero L-39 Albatros, BAE Systems Hawk, Yakovlev Yak-130, SOKO G-2 Galeb, SOKO G-4 Super Galeb, McDonnell Douglas T-45 Goshawk, Alenia Aermacchi M-346 Master, KAI T-50 Golden Eagle. 